# Malcolm Young
Malcolm Mitchell Young (6. ledna 1953 Glasgow – 18. listopadu 2017) byl zakládající člen, kytarista, doprovodný zpěvák a spoluautor písní australské rockové skupiny AC/DC. Členem kapely je také jeho bratr Angus.
Malcolm měl od mládí sen stát se profesionálním fotbalistou. Když však fyzicky zaostával za ostatními, jeho sen se rozplynul. Za jeho malou výšku údajně mohlo olovo, které se usadilo ve vodovodních trubkách, když ještě bydleli v Glasgow. V osmnácti letech vypadal na dvanáct – třináct let. Začal se tedy věnovat hudbě. Jeho prvním nástrojem byla jedna ze dvou laciných akustických kytar, které jejich matka koupila pro něj a Anguse, aby tuhle divokou dvojku aspoň trochu zklidnila. Výhodou pro něj bylo to, že jeho starší bratr George Young hrál v tehdy světově proslulé kapele The Easybeats, a v začátcích mu pomáhal, i když se učil převážně sám. Kromě toho byl na škole středem pozornosti a holky se jenom hemžily. Začínal hrát s přáteli. Cvičili, kde se dalo. Občas přišla nějaká událost, kde před několika diváky zahráli. Hrál na kytaru Gretsch, kterou mu dal Harry Vanda, kamarád jeho bratra George, se kterým hrál v The Easybeats. Později si koupil zesilovač Marshall, jejž si snadno a rychle oblíbil nejen díky velikosti a síle. Jeho první větší kapelou byla Beelzebub Blues. Následovala větší skupina Velvet Underground (nezaměňovat se stejnojmennou newyorskou skupinou The Velvet Underground), po jejímž rozpadu založil s bratrem AC/DC.
Na konci turné Black Ice World Tour byla Malcolmovi diagnostikována rakovina plic. Bylo léčeno v rané fázi, takže operace byla úspěšná a rakovina byla odstraněna. Měl také neurčené problémy se srdcem a měl kardiostimulátor.
Young naposledy koncertoval s AC/DC na turné ve Španělsku v červnu 2010. Ze skupiny odešel kvůli zdravotnímu stavu v roce 2014. Podle zpráv deníku Sydney Morning Herald dožíval v domě s pečovatelskou službou specializující se na demenci.